# Фаткич, Кенан
Кенан Фаткич (словен. Kenan Fatkič; родился 20 августа 1997 года, Словень-Градец, Словения) — словенский футболист, полузащитник клуба «Тун».

## Клубная карьера
Фаткич — воспитанник клуба «Рудар». В 2017 году он перешёл в швейцарский «Люцерн», где начал выступления за молодёжную команду. Летом того же года Фаткич подписал контракт с «Кьяссо». 22 июля в матче против «Серветта» он дебютировал в Челлендж-лиге. В поединке против «Виля» Кенан забил свой первый гол за «Кьяссо». Летом 2018 года Фаткич перешёл в Тун. 22 июля в матче против «Цюриха» он дебютировал в швейцарской Суперлиге. 25 сентября в поединке против «Грассхоппера» Кенан забил свой первый гол за «Тун».